# Витор Уго (футболист, 2008)
Витор Уго де Оливейра Коста (порт.-браз. Vitor Hugo de Oliveira Costa); более известный, как Витор Уго (порт.-браз. Vitor Hugo; род. 12 июня 2008) — бразильский футболист, защитник клуба «Крузейро».

## Клубная карьера
Уго — воспитанник клуба «Крузейро».

## Международная карьера
В 2025 году Уго в составе юношеской сборной Бразилии принял участие в молодёжном чемпионате Южной Америки в Колумбии. На турнире он сыграл в матчах против команд Уругвая, Эквадора, Чили и Колумбии.

## Достижения
Международные
 Бразилия (до 17)
- Победитель юношеского чемпионата Южной Америки — 2025